# Kvantumállapot
A fizikában, különösen a kvantummechanikában a kvantumállapot bármely állapot, amiben egy kvantummechanikai rendszer lehet. Egy teljesen meghatározott kvantumállapot állapotvektorral, hullámfüggvénnyel vagy kvantumszámok teljes készletével adható meg. Egy részlegesen ismert kvantumállapot, néhány rögzített kvantumszámmal, egy sűrűségfüggvény segítségével ábrázolható.

## Állapottér

### A Hilbert-tér
Egy kvantummechanikai rendszer matematikai modellje rendszerint egy, a komplex számtest felett értelmezett {\displaystyle {\mathcal {H}}} szeparábilis Hilbert-téren alapszik. Paul Dirac nyomán a Hilbert-tér elemeire (a kvantumállapotokra) az ún. braket-jelöléssel hivatkoznak: {\displaystyle |\psi \rangle \in {\mathcal {H}}} jelöli a Hilbert-tér egy elemét. A Hilbert-tér vektortér, azaz értelmezve van rajta {\displaystyle \ +:{\mathcal {H}}\times {\mathcal {H}}\rightarrow {\mathcal {H}},\quad (|\psi \rangle ,|\phi \rangle )\rightarrow |\psi \rangle +|\phi \rangle } leképezés (összeadás) és
{\displaystyle \ \cdot :\mathbb {C} \times {\mathcal {H}}\rightarrow {\mathcal {H}},\quad (\lambda ,|\psi \rangle )\rightarrow \lambda |\psi \rangle }
leképezés (számmal való szorzás) az alábbi tulajdonságokkal: tetszőleges {\displaystyle |\phi \rangle ,|\psi \rangle ,|\zeta \rangle \in {\mathcal {H}}} és {\displaystyle \lambda ,\mu \in \mathbb {C} } esetén
az összeadás asszociatív:
az összeadás kommutatív:
létezik az összeadásra nézve neutrális {\displaystyle |0\rangle } elem, melyre
tetszőleges elemnek létezik {\displaystyle -|\psi \rangle } inverze az összeadásra nézve, azaz
a szorzás asszociatív, azaz
a szorzás a számok körében végzett összeadásra nézve disztributív, így
a szorzás az állapotok között végzett összeadásra nézve disztributív, azaz
az {\displaystyle 1\in \mathbb {C} }-vel végzett szorzás szabálya
A Hilbert-téren a
leképezés hermitikus skalárszorzatot definiál az alábbi tulajdonságokkal: minden {\displaystyle |\eta \rangle ,|\phi \rangle ,|\psi \rangle \in {\mathcal {H}}} és minden {\displaystyle \lambda \in \mathbb {C} } esetén

ahol {\displaystyle ^{*}} a komplex konjugálást jelöli. Mivel tetszőleges állapot önmagával vett skalárszorzata valós, nemnegatív szám, így a skalárszorzat segítségével {\displaystyle {\mathcal {H}}}-n norma definiálható:
Ez teljesíti a norma megszokott tulajdonságait. A kvantummechanika állapotvektorai legtöbbször egységre normáltak, azaz
így az állapotvektorok a {\displaystyle {\mathcal {H}}} Hilbert-tér egységgömbjén helyezkednek el.
A Hilbert-tér a fenti normával teljes: benne tetszőleges Cauchy-konvergens sornak létezik határértéke. A szeparabilitási tulajdonság pedig biztosítja, hogy {\displaystyle {\mathcal {H}}}-ban létezik megszámlálhatóan végtelen, mindenhol sűrű halmaz.

### Kovektorok
A {\displaystyle {\mathcal {H}}} Hilbert-tér komplex duálisa {\displaystyle {\mathcal {H}}^{*}}, elemeit kovektoroknak nevezik. Braket-jelölésben ők a bra-vektorok: {\displaystyle \langle \psi |\in {\mathcal {H}}^{*}}. A két vektortípus közti matematikai különbség jobb megértéséhez hagyjuk el a braket-jelölést! {\displaystyle {\mathcal {H}}} Hilbert-tér komplex duálisa {\displaystyle \mathrm {Lin_{\mathbb {C} }({\mathcal {H}},\mathbb {C} )} }, a {\displaystyle {\mathcal {H}}} Hilbert-térből {\displaystyle \mathbb {C} }-be képező komplex-lineáris leképezések halmaza. Ez egy vektortér struktúrájával látható el. A hermitikus skalárszorzat egy szeszkilineáris, egyik változójában komplex, másik változójában konjugált lineáris leképezése {\displaystyle {\mathcal {H}}\times {\mathcal {H}}}-nak {\displaystyle \mathbb {C} }-be, jelöljük {\displaystyle R(\cdot ,\cdot )}-rel! Ekkor ha {\displaystyle \phi \in {\mathcal {H}}} a Hilbert-tér egy eleme, az
egy konjugált lineáris megfeleltetést definiál {\displaystyle {\mathcal {H}}} és {\displaystyle {\mathcal {H}}^{*}} egyes elemei között. Az így megfeleltetett kovektort jelöli {\displaystyle \langle \phi |}. Ezek alapján pedig

## Bázisállapotok
Mivel {\displaystyle {\mathcal {H}}} szeparábilis, ezért benne minden teljes ortonormált halmaz (rendszer) vagy véges vagy megszámlálhatóan végtelen. A mindenhol sűrű halmaz lineáris burkának lezártja {\displaystyle {\mathcal {H}}}-val egyenlő, így a mindenhol sűrű halmaz Schmidt-féle ortogonalizációjával egy teljes ortonormált rendszer állítható elő. Teljes ortonormált rendszert szokás bázisnak, elemeiket bázisketeknek is nevezni. Bármely {\displaystyle |\psi \rangle \in {\mathcal {H}}} kvantumállapot kifejezhető bázisállapotok Fourier-soraként:
ahol
emiatt
Most {\displaystyle \{|\phi _{i}\rangle \}_{i\in I}} a teljes ortonormált rendszer, míg {\displaystyle \{c_{i}\}_{i\in I}} komplex számok a {\displaystyle |\psi \rangle } állapot komponensei a {\displaystyle \{|\phi _{i}\rangle \}_{i\in I}} bázisra vonatkozóan. A normálási feltétel miatt:
Fenti kifejtéssel egy komplex-lineáris izomorfizmus adható meg az állapottérként szolgáló {\displaystyle {\mathcal {H}}}
Hilbert-tér és {\displaystyle \mathbb {C} ^{n}}, illetve {\displaystyle \ell ^{2}(\mathbb {C} )} között, ha a Hilbert-tér véges, illetve ha végtelen dimenziójú. Az izomorfizmus függ {\displaystyle {\mathcal {H}}}-beli bázis választásától. Mindenesetre ha a bázisválasztás megtörtént, akkor az izomorfizmus alakja:
ahol {\displaystyle I=\{1,\dots ,n\}}, vagy {\displaystyle I=\mathbb {N} }.

## Operátorok és állapotok
Egy {\displaystyle {\hat {A}}\in \mathrm {Lin} _{\mathbb {C} }({\mathcal {H}},{\mathcal {H}})} operátor átlagértéke a {\displaystyle |\psi \rangle \in {\mathcal {H}}} állapoton az
kifejezés. Azt mondják, hogy a {\displaystyle |\psi \rangle \in {\mathcal {H}}} állapot sajátállapota az {\displaystyle {\hat {A}}} operátornak, ha teljesül az
sajátértékegyenlet valamely {\displaystyle \lambda \in \mathbb {C} } szám esetén. Ha ugyanazon {\displaystyle \lambda \in \mathbb {C} } sajátértékhez több {\displaystyle |\psi _{i}\rangle \in {\mathcal {H}}} sajátállapot is tartozik, akkor azt mondják, hogy az állapotok degeneráltak.
Ha {\displaystyle {\hat {A}}} és {\displaystyle {\hat {B}}} lineáris operátorok kommutálnak, azaz ha
akkor mindig található olyan lineárisan független (és így a Schmidt-féle ortogonalizációs eljárással ortonormális rendszerré alakítható) {\displaystyle \{|\psi _{i}\rangle \in {\mathcal {H}}\ :\ i\in I\}} halmaza az állapotoknak, mely a két operátor közös sajátállapot-rendszere, azaz ha
akkor létezik olyan {\displaystyle \mu _{i}\in \mathbb {C} }, hogy
A fizikai mennyiségeket önadjungált (hermitikus) operátorok jelenítik meg. Hermitikus operátorok sajátértékei mindig valós számok, azaz ha {\displaystyle {\hat {A}}={\hat {A}}^{+}} teljesül, akkor
valamint hermitikus operátorok várható értékei mindig valós számok:
A kvantumrendszerek leírásában kitüntetett szerepet játszik az ún. Hamilton-operátor, mely az adott rendszer energiájához tartozó önadjungált operátor. Ha valamely {\displaystyle |\psi \rangle \in {\mathcal {H}}} sajátállapota a Hamilton-operátornak, akkor azt mondják, hogy {\displaystyle |\psi \rangle \in {\mathcal {H}}} energiasajátállapot.
A kvantummechanikai rendszerek, valamint az operátorok időfejlődését a Hamilton-operátor határozza meg: ha {\displaystyle |\psi \rangle \in {\mathcal {H}}}, akkor időfejlődését a
egyenlet kormányozza.

## Unitér transzformációk és megfigyelők
Egy {\displaystyle U\in \mathrm {Lin} _{\mathbb {C} }({\mathcal {H}},{\mathcal {H}})} leképezés unitér, ha adjungáltja megegyezik inverzével:
Unitér transzformációk izometrikusak, azaz szög- és távolságtartóak: tetszőleges {\displaystyle |\psi \rangle ,|\phi \rangle \in {\mathcal {H}}} állapotok esetén
A Hilbert-tér unitér operátorok által megvalósított transzformációi ortogonális rendszert ortogonális rendszerbe, ortonormált rendszert ortonormált rendszerbe, teljes ortonormált rendszert teljes ortonormált rendszerbe transzformálnak. 

Ha {\displaystyle {\hat {A}},{\hat {B}},{\hat {C}}} operátorokat egymással az
kommutációs reláció köti össze, akkor a
transzformációk a kommutációs relációkat megtartják. A két transzformáció együttes elvégzése megtartja a {\displaystyle \langle \phi |{\hat {A}}|\psi \rangle } kifejezést is, ahol {\displaystyle |\phi \rangle ,|\psi \rangle \in {\mathcal {H}}} tetszőleges kvantumállapotok:
Bázisállapotok egy {\displaystyle \{|\phi _{i}\rangle \}} rendszerét szokás megfigyelőnek is nevezni. Két megfigyelő között a kapcsolatot egy unitér transzformáció biztosítja. Mivel a transzformációk nem változtatják meg az átlagértékeket, így az unitér transzformációk mindig a megfigyelők egyenértékűségét jelenítik meg a kvantumelméletben. Ha egy operátorra teljesül, hogy valamely {\displaystyle {\hat {U}}} transzformációval kommutál, akkor az operátor alakja a két megfigyelő rendszerében ugyanaz, az operátor szimmetriája az {\displaystyle {\hat {U}}} transzformáció.

## Tiszta és kevert állapotok
A statisztikus fizika kvantumrendszerekkel foglalkozó területei megkülönböztetnek ún. tiszta és kevert kvantumállapotokat. Ha a kvantumrendszer modellje a {\displaystyle {\mathcal {H}}} Hilbert-téren alapszik, akkor tiszta állapoton mindig a Hilber-tér egy elemeiből képzett ekvivalenciaosztályokat értik: a Hilbert-tér két eleme akkor ekvivalens, ha egy egységnyi abszolút értékű komplex számmal megszorozva az egyiket, a másik megkapható. Kevert kvantumállapot a {\displaystyle {\mathcal {H}}} Hilbert-tér egy hermitikus, pozitív {\displaystyle {\hat {\rho }}} operátora, melyre teljesül a
egyenlőség. Ezt sűrűségmátrixnak, vagy sűrűségfüggvénynek, általánosan sűrűségoperátornak szokás nevezni. 

Ha {\displaystyle \phi \in {\mathcal {H}}}, akkor a
leképezés egy projektor, a Hilbert-tér egy operátora. A {\displaystyle |\phi \rangle \rightarrow |\phi \rangle \langle \phi |} hozzárendelés egy tiszta állapot, mint ekvivalenciaosztály elemein ugyanazt az értéket veszi fel, így az e formában előálló projektorok azonosíthatóak a tiszta állapotokkal. 

A sűrűségoperátor egy {\displaystyle |\psi \rangle \in {\mathcal {H}}} állapoton felvett
átlagértéke megadja annak a statisztikai valószínűségét, hogy a kvantumstatisztikai rendszer a {\displaystyle |\psi \rangle } állapotban van. Egy {\displaystyle {\hat {A}}} operátor kvantumstatisztikai átlagértéke a {\displaystyle {\hat {\rho }}} sűrűségoperátorral leírt kevert állapoton

## Példa kvantumrendszerre

### Feles spinű részecske mágneses térben
Az egyik legegyszerűbb példa kvantumrendszerre a homogén mágneses térbe helyezett {\displaystyle s={\frac {1}{2}}} spinű részecske kvantummodellje. A Hilbert-téren ható Hamilton-operátor:
ahol {\displaystyle \{B_{i}\}_{i=1}^{3}} számok a homogén mágneses tér komponensei, {\displaystyle \{{\hat {m}}_{i}\}_{i=1}^{3}} pedig a részecske mágneses momentumához tartozó hermitikus operátorok, melyeket a
alakban állnak elő, ahol az {\displaystyle {\hat {S}}^{i}} operátorok a
kommutációs relációt elégítik ki. Az {\displaystyle {\hat {S}}_{i}} operátorok a részecske spinoperátorai. Képezhető belőlük a
operátor, mely minden más spinoperátorral kommutál:
tehát {\displaystyle {\hat {S}}^{2}} az {\displaystyle {\hat {S}}_{1},{\hat {S}}_{2},{\hat {S}}_{3}} operátorok lineáris burkával kommutál, így Casimir-operátora annak. Ha {\displaystyle |\psi \rangle \in {\mathcal {H}}} sajátállapota ennek az operátornak, akkor belátható, hogy
Az első sorban említett kvantumrendszer definíciója a következő:
A {\displaystyle {\mathcal {H}}} Hilbert-tér és az azon értelmezett, {\displaystyle [{\hat {S}}_{i},{\hat {S}}_{j}]=i\hbar \epsilon ^{ijk}{\hat {S}}_{k}} kommutációs relációkat kielégítő operátorok egy ábrázolása feles spinű részecskét ír le, ha a fentebb említett {\displaystyle s} szám értéke {\displaystyle s={\frac {1}{2}}}.
Egy ilyen lehetséges ábrázolás a következő: {\displaystyle {\mathcal {H}}}-nak {\displaystyle \mathbb {C} ^{2}} felel meg, amin a spinoperátorok ábrázolása:
ahol {\displaystyle \{\sigma _{i}\}_{i=1}^{3}} mátrixok a Pauli-mátrixok:
A Pauli-mátrixok szorzási összefüggései, antikommutátorai és kommutátorai:
amiből kitűnik, hogy az {\displaystyle {\hat {S}}_{i}} operátorok ábrázolásainak megfelelő mátrixok tényleg kielégítik a megfelelő kommutációs relációkat. Az {\displaystyle {\hat {S}}^{2}} operátornak megfelelő mátrix:
aminek sajátállapotai:
melyek egyben {\displaystyle {\hat {S}}_{3}} sajátállapotai is:
A {\displaystyle |\uparrow \ \rangle ,\ |\downarrow \ \rangle } állapotok {\displaystyle \mathbb {C} ^{2}} teljes, ortonormált rendszert alkotnak, így tetszőleges {\displaystyle |\psi \rangle } állapot kifejthető lineáris kombinációjaikként:
ahol a normálási feltétel miatt